# Kauppi (Tampere)
Kauppi est un quartier de la ville de Tampere en Finlande.

## Présentation
Kauppi est principalement occupé par les forêts, il y compte des pistes de ski en hiver.
Le parc sportif de Kauppi comprend un stade sportif, un cynodrome, un chalet de ski, un terrain de baseball et des terrains de football. 
L'hôpital universitaire de Tampere et l'Institut UKK (fi) sont également situés dans le quartier de Kauppi. 
La zone est bordée par le Näsijärvi au nord, Niihama à l'est et Teiskontie au sud.
Kauppi comprend également une partie des jardins familiaux de Litukka (fi) et des habitations près de Lapinniemi.